# История почты и почтовых марок Латвии
История почты и почтовых марок Латвии охватывает периоды, соответствующие почтовым системам государств, в составе которых находилась территория современной Латвии (Швеция, Российская империя, СССР), и периоды независимости Латвии (1918—1940) и современной Латвийской Республики (с 1991).

## Ранний период
В XIII веке Лифляндия входила в зону действия почты Тевтонского и Ливонского орденов и Союза Ганзейских городов. Однако эти организации использовали почту только для своих нужд.
Тевтонский орден, в состав которого входил правящий в Лифляндии Ливонский орден, организовал в 1276 году специальную письменную службу для управления своими владениями. С находившимися в Лифляндии орденскими учреждениями связь поддерживалась через комтурство Мемель (ныне Клайпеда). Отсюда письма, адресованные в Лифляндию, отсылались курьерами или оказией. По некоторым данным, Ливонский орден в 1340 году открыл между своими орденскими замками такую же службу. Письма доставлялись от замка к замку по эстафетному принципу. Ливонский орден, как и Тевтонский, возлагал обязанности курьеров на крестьян, живущих у главных дорог.

### Шведское правление
До 1632 года почтовое сообщение в Лифляндии использовали только должностные лица для нужд управления королевством. В 1632 году почтмейстером Видземе (Лифляндии) и Пруссии был назначен рижский купец Якоб Беккер (Jacob Becker). Он нёс ответственность за почтовую линию Або — Рига — Данциг и имел право назначать и увольнять всех почтовых служащих. В том же году Беккер организовал в Риге регулярную общедоступную почту, которой пользовались купцы и прочие горожане. На ней принимались письма в Ревель и в города Западной Европы. Было опубликовано «почтовое распоряжение», в котором сообщалось:
В известном королевском городе Риге, в Лифляндии, регулярно, в определённые дни и часы, почта отправляема и доставляема обратно.
Таким образом, 1632 год принято считать годом учреждения почты в Латвии.
Первоначально почта была частным предприятием Беккера. Он принимал плату за почтовые отправления, из неё покрывал расходы и получал определённую прибыль. Кроме того, почта получала ежегодные дотации от рижского магистрата и губернатора Видземе.
В 1638 году на территории Шведской Ливонии (Лифляндия) был распространён указ о почте опекунского правительства королевы Кристины, изданный в Швеции 20 февраля 1636 года. Согласно этому закону на дорогах, например, на тракте Рига — Пернов (Пярну) — Ревель, через каждые 2—3 мили был поставлен на службу крестьянин или почтальон, который должен был уметь читать и писать. Крестьянин-почтальон должен был нанять двух почтовиков (помощников). Услышав звуки рожка приближающегося почтового курьера, они обязаны были немедленно приготовиться и, невзирая на погоду и время дня, спешить к следующей почтовой усадьбе со скоростью 1 мили в час. Однако эта скорость не удовлетворяла почту, поэтому было принято решение об организации конной почты.
Почтовое устройство 1639 года предусматривало создание в Лифляндии на военной дороге, соединяющей Ригу и Дерпт (ныне Тарту), 14 почтовых станций со сменой лошадей.
В 1640-х годах, во время датско-шведской войны, Рига приобрела для Шведского королевства важное стратегическое значение. Осуществлённая Данией блокада шведского побережья и Аландских островов привела к тому, что маршруты перевозки заграничной почты пришлось значительно удлинить. В 1644 году Рига, а вместе с ней и всё видземское почтовое сообщение, присоединилась к шведско-финской почтовой линии, а затем при посредничестве Данцига наладила связь с Гамбургом и Нидерландами. Вся зарубежная корреспонденция стала проходить через Ригу и Финляндию, откуда через Торнио (город на северо-западе Финляндии) передаваться в Швецию.
Новый этап в почтовом устройстве начался в 1645 году, когда почтой заинтересовались купцы. В этот год Якоб Беккер на свои средства снабдил корчмы на дорогах Рига — Дерпт, Рига — Пернов и Дерпт — Везенберг (ныне Раквере) лошадьми с наёмными всадниками. При этом правительство обязалось уплачивать Беккеру за перевозку почты 550 талеров в год.
Якоб Беккер прослужил почтмейстером более тридцати лет. В 1665 году почтовая служба Ливонии была передана губернатору Риги. В том же году по территории Шведской Ливонии прошла первая заграничная почтовая линия из Риги в Москву по маршруту Рига — Вастселиина — Псков — Новгород — Москва. Инициатором создания этой почтовой линии был боярин А. Л. Ордин-Нащокин, а её организатором — голландец Ян ван Сведен. Между почтмейстерами Москвы и Риги был заключён договор об условиях пересылки почты. В нём предусматривалось, что почтальоны Москвы и Риги должны были обмениваться корреспонденцией в Петсури, показывая при этом друг другу официальные печати.
В 1666 году генерал-губернатор Ливонии отдал приказ своим рыцарям и дворянам создать дополнительные почтовые конторы-станции вдоль всех главных дорог. Однако осталось невыясненным, как было осуществлено это предписание. В конце 1660-х годов конные форейторы отправлялись с почтой из Риги в четырёх направлениях: к русской границе, через Пярну в Ревель, в Мемель и в Вильну.
Для регулярной пересылки почты из Риги в Швецию к Стокгольмскому порту были приписаны специальные почтовые яхты. Установлено, что летом 1708 года таких кораблей было три. Почтовая плата в 1702 году составляла 3 любекских шиллинга за лот. Введение регулярных рейсов почтовых яхт благоприятно сказалось на расширении к началу XVIII века почтовых услуг. Увеличились рейсы из Риги в Пернов и в Стокгольм через Выборг.
Увеличение объёма корреспонденции побудило почтовую администрацию усовершенствовать систему регистрации писем. Наносимые почтмейстерами от руки различные пометки решено было заменить штемпельными гашениями. Однострочный штемпель с названием города на немецком языке, которое было обрамлено рамкой-виньеткой, был введён Рижским почтамтом в 1708 году. Размеры штемпеля (по рамке) равнялись 25 × 5,5 мм. Первый почтовый штемпель Риги известен на почтовых отправлениях 1708—1710 годов.

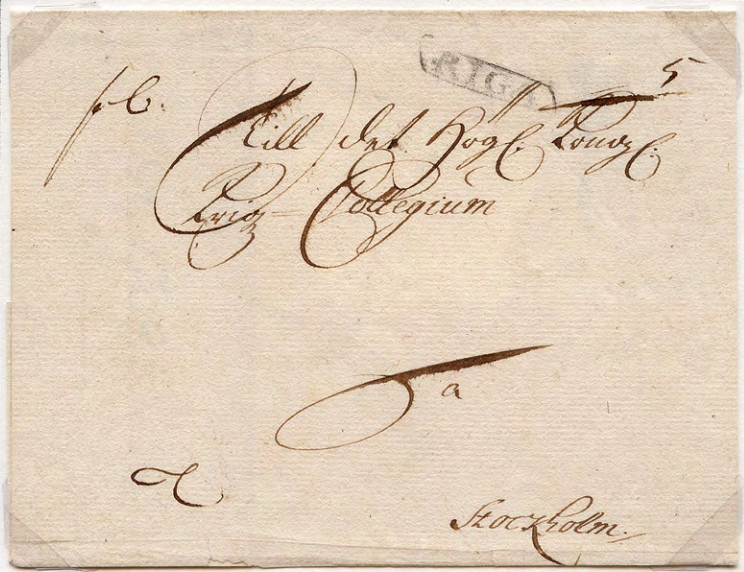
Письмо, отправленное из Риги в Стокгольм и погашенное домарочным штемпелем (ок. 1708)

Почтовая система при шведском правлении действовала до 1710 года. В ходе Северной войны между Швецией и Россией сеть шведских почтовых учреждений в Лифляндии прекратила своё существование.

### Герцогство Курляндия

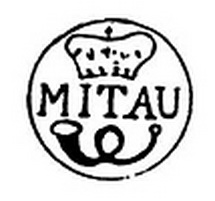
Почтовый штемпель, применявшийся в Митаве с 1778 по 1786 год

В 1685 году свою почту учредил герцог Курляндии Фридрих-Казимир, при этом он потребовал у Швеции отменить действие её почты. Однако Карл XI проигнорировал это требование.
Почтовые конторы были открыты в Митаве (ныне Елгава), Волмаре, Бауске. Почтовые штемпели Курляндского герцогства имеются на письмах 1771—1795 годов. Первый почтовый штемпель Митавы встречается на почтовых отправлениях 1771—1773 годов, а штемпель Бауске — на почтовых отправлениях 1776—1786 годов.
В 1795 году Курляндское герцогство было присоединено к России в качестве Курляндской губернии.

### Российское правление
После окончания Северной войны восстановлением и дальнейшим развитием почтовой службы на территории Лифляндии занимался полномочный представитель Петра I Герхард Иоганн фон Лёвенвольде (ум. 1723). В правительственном указании от 17 октября 1710 года фон Левенвольде было поручено восстановить почтовое устройство таким, каким оно было в период шведского правления. Однако истощённый продолжительной войной и чумой край не смог сразу создать чёткую и налаженную сеть почтовых станций. Для выхода из создавшегося положения 25 ноября 1710 года согласно патенту генерал-губернатора Лифляндии вдоль важнейших дорог были созданы так называемые казачьи почтовые станции. На каждой станции, которые в основном располагались в корчмах, было 20 лошадей и четыре драгуна. Их содержание было возложено на окружающие хутора.
Однако вскоре казаки покинули Лифляндию. Поэтому перевозка почты была вменена в обязанности местных крестьян. От этого страдали крестьянские и помещичьи хозяйства, так как крестьяне на определённое время отрывались от полевых работ. Для разрешения создавшейся проблемы Левенвольде предложил в 1712 году Лифляндскому рыцарству создать, а затем и содержать почтовые станции на дорогах Санкт-Петербург — Дерпт — Рига, Ревель — Пернов — Рига и Рига — Вастселиина — Псков. В качестве вознаграждения рыцарству были обещаны все доходы от почтовых станций.
24 сентября 1714 года Правительствующий сенат Российской империи издал приказ об открытии регулярной публичной почты на линии Санкт-Петербург — Нарва — Дерпт — Валка — Рига (с продолжением Рига — Мемель). Открытие этого почтового тракта было обусловлено политическими, экономическими и культурными соображениями, поскольку это был кратчайший путь, связавший столицу России с Западной Европой.
В 1715 году была открыта почтовая дорога Рига — Пернов — Ревель. В том же году открылась линия почтовых перевозок Рига — Алуксне — Вастселиина — Псков. Недостатком этих трактов явилось то обстоятельство, что не было построено специальных зданий для почтовых станций и последние располагались обычно в корчмах. Кроме того почтовые станции неоднократно переносились с одного места на другое. Это было вызвано плохим состоянием зданий и нередко пожарами.
Первый почтовый штемпель русской почты был введён на Рижском почтамте, он известен на письмах начиная с 1767 года. Как и в других почтовых учреждениях России, штемпели Лифляндии и Курляндии XVIII и начала XIX веков были однострочные, в рамке или без рамки, с названием города на немецком, позже на русском языках. Они употреблялись до начала 1820-х годов, а в некоторых почтовых учреждениях вплоть до середины 1860-х годов.

Письмо, отправленное из Риги в Лондон (1823)
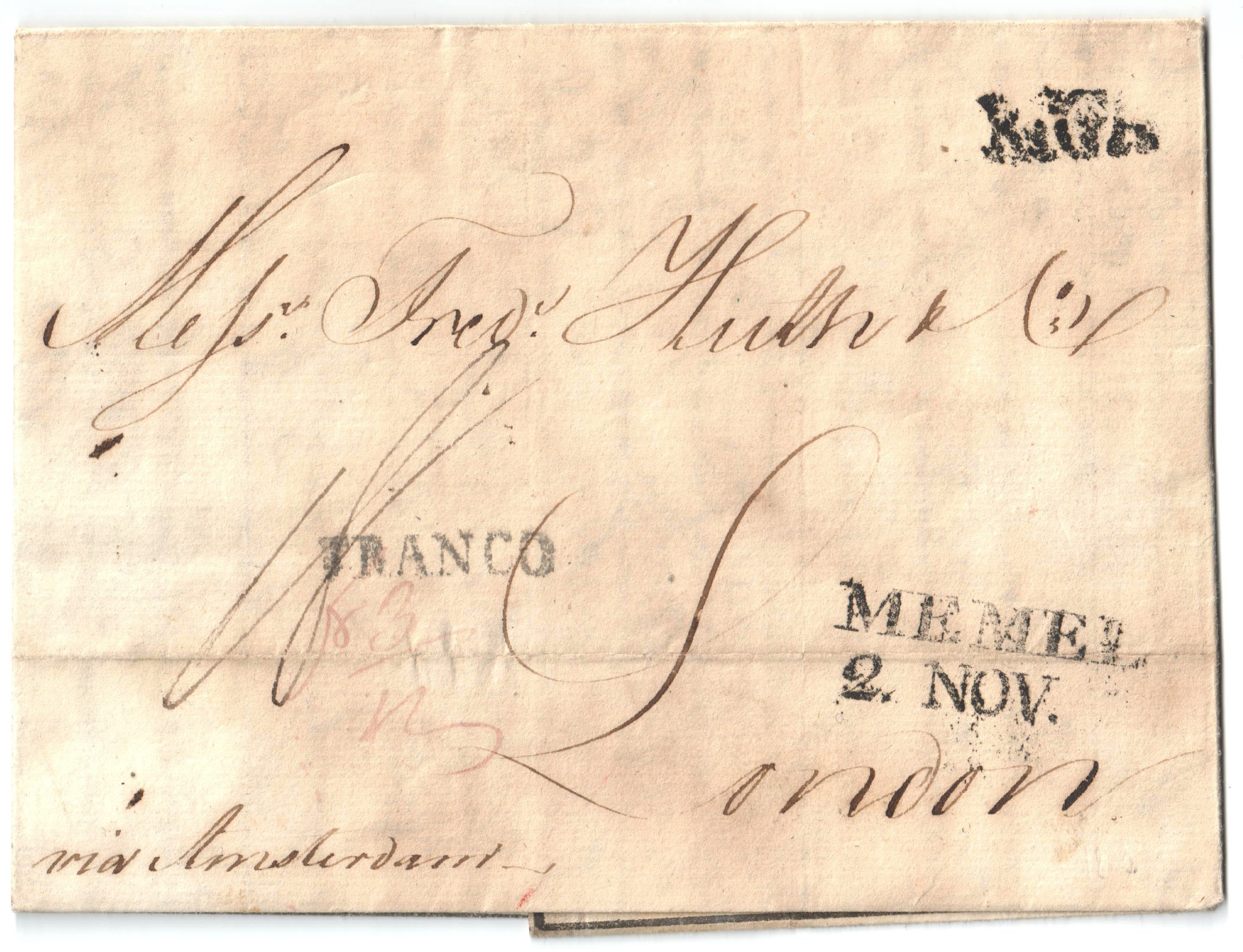
Почтовые штемпели: однострочные — «Riga» («Рига»), «Franco» («Оплачено»); двустрочный — «Memel / 2. Nov.» («Мемель / 2 ноября»)
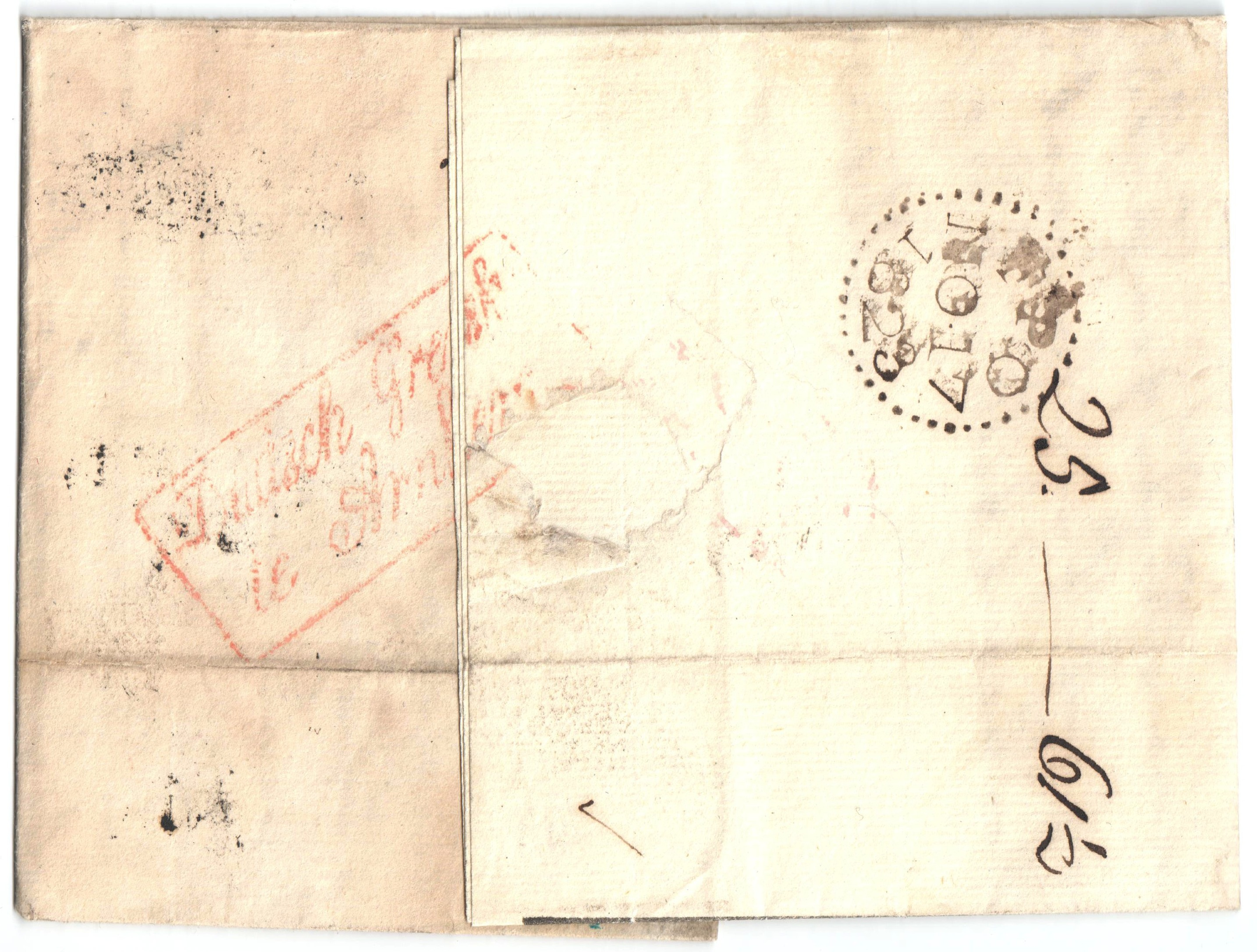
Оборотная сторона письма с круглым английским календарным штемпелем

Начиная с 1821 года, наряду с названием города, на штемпелях появилась дата отправления почтовой корреспонденции. Начали употребляться круглые штемпели с названием города на двух языках: русском и немецком, а также двух- и трёхстрочные наборные штемпели на языках — русском, иногда немецком. С 1833 года на Рижском почтамте были введены особые «штемпели прибытия», которыми регистрировалась дата прибытия письма.
Огромную роль в осуществлении и развитии почтовых перевозок на территории Лифляндской губернии сыграло строительство железных дорог, начавшееся в 1850—1860 годах. В 1889 году вступили в строй железнодорожные линии Дерпт — Валка — Рига и Валка — Псков. Находящиеся по соседству почтовые тракты были закрыты, так как железная дорога прошла в непосредственной близости от почтовой дороги.

Примеры почтовых карточек Российской империи, применявшихся на территории Латвии
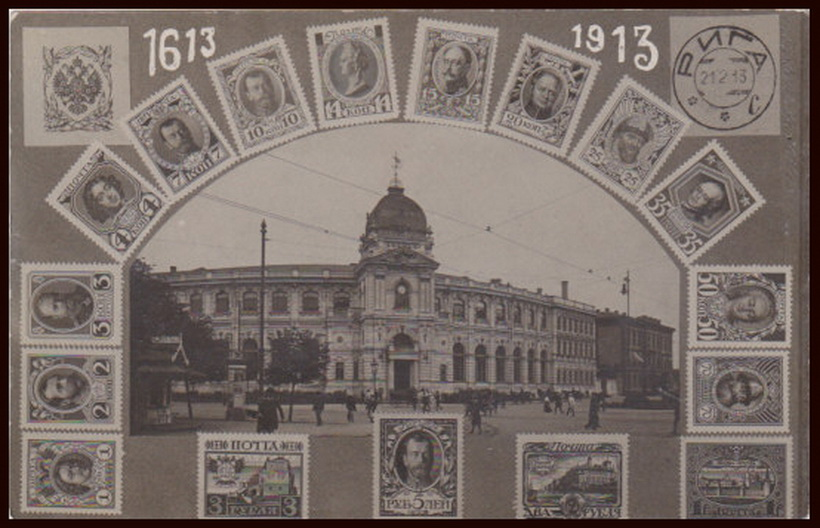
Рижский почтамт (1913)
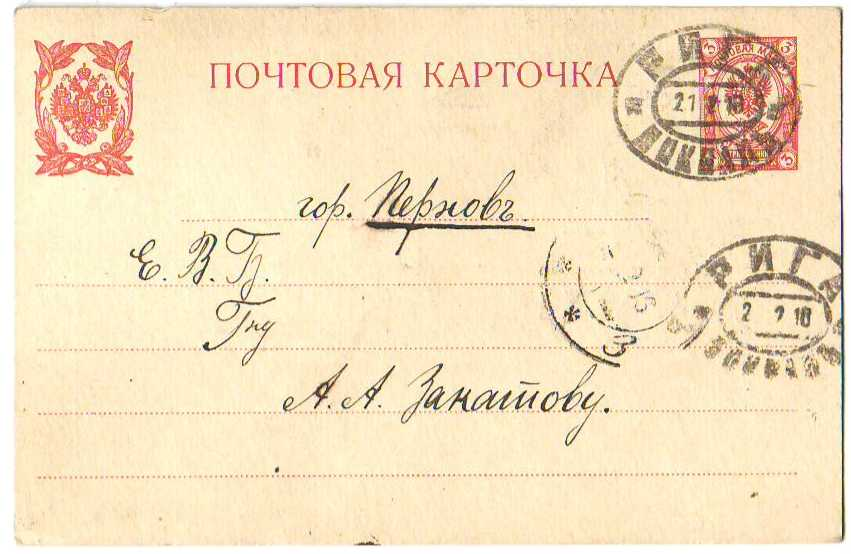
Отправление из Риги в Пернов в 1916 году (марка погашена железнодорожным штемпелем Риги)

До 1918 года на территории Лифляндской, Курляндской и Витебской губерний, в состав которых входили земли современной Латвии, действовали общероссийские почтовые правила и тарифы и имели хождения знаки почтовой оплаты Российской империи.

### Первая германская оккупация
В конце Первой мировой войны территория Латвии была занята войсками Германии. Почта германской военной администрации обслуживала и гражданское население тех пунктов, где были её учреждения. В обращение поступили почтовые марки Германии с двухстрочной чёрной типографской надпечаткой «Postgebiet / Ob. Ost» («Почтовая зона Верховного главнокомандующего на Востоке»).

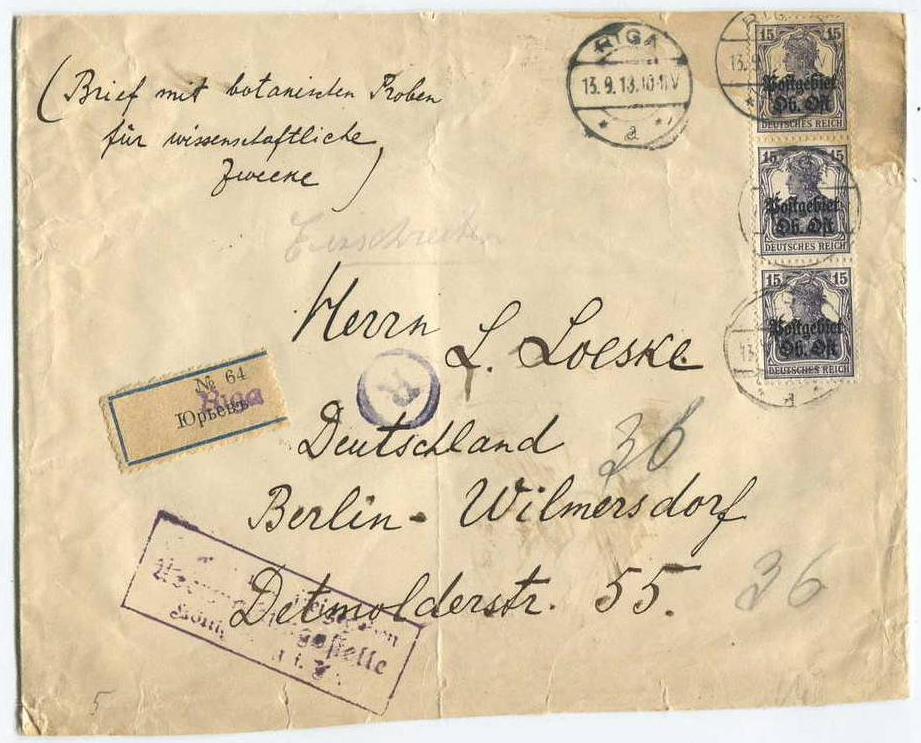
Письмо, отправленное из Риги в Берлин и франкированное марками Почтовой зоны Верховного главнокомандующего на Востоке (1918)

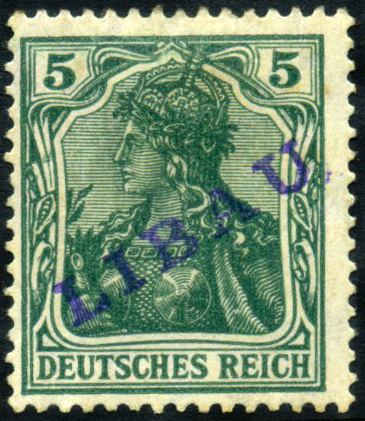
Провизорий Либавы, 1919(Mi #1A)

28 декабря 1918 года почтовые отделения германской военной администрации на территории Латвии были закрыты. Только в Либаве (ныне Лиепая) немецкая почта продолжала работать до 4 января 1919 года.
2 января 1919 года в Либаве 168-й полевой почтой при 8-й немецкой армии были выпущены провизорные марки. На марках Германии 1905—1918 годов была сделана надпечатка нем. «LIBAU» фиолетовой или красной краской.

## Период первой независимости

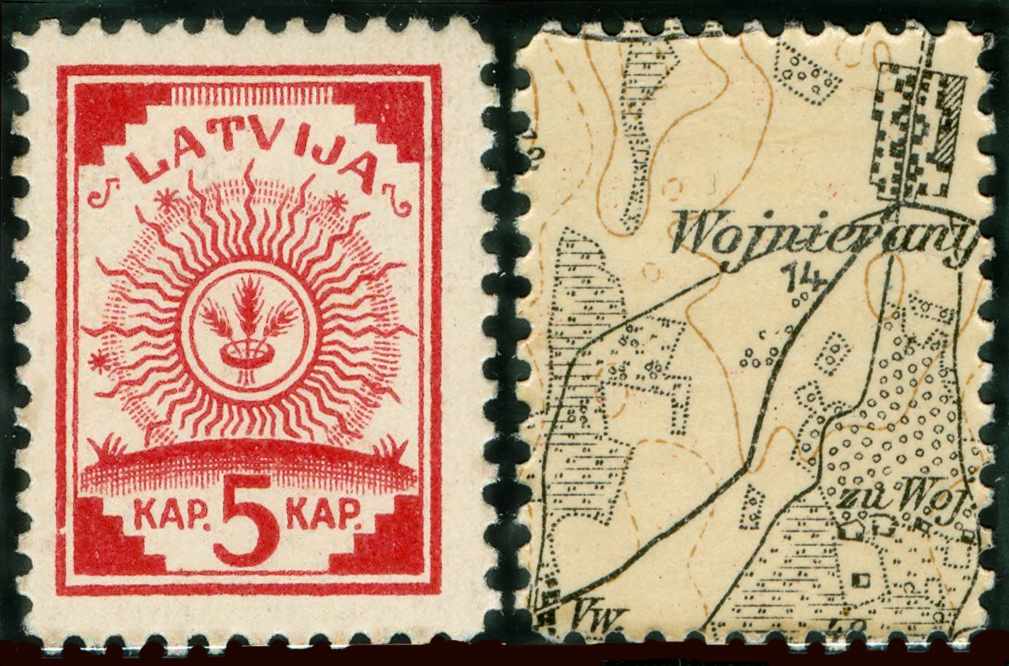
Почтовая марка Латвии из первого выпуска, 1918(Mi #2)

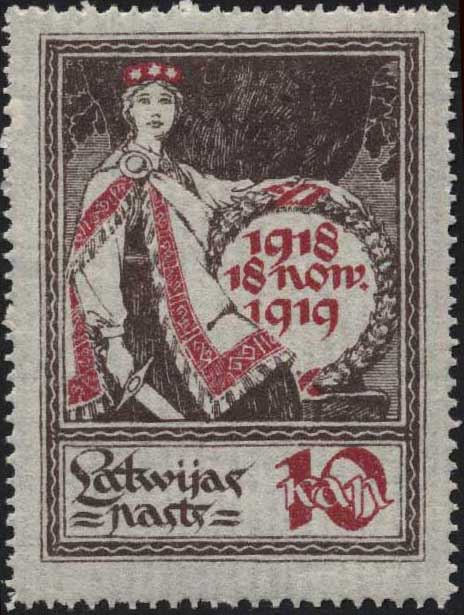
Первая коммеморативная марка Латвии, 1919(Mi #32)

18 ноября 1918 года была провозглашена Латвийская республика. Самостоятельная почтовая служба была организована непосредственно по провозглашению независимости. 9 сентября 1918 года латышские почтовые власти дали заказ на печатание первых марок тиражом 3 000 000 экземпляров, номиналом в 5 копеек. В общей сложности в частной типографии А. Шнакенбурга в Риге были напечатаны 2 725 968 марок, которые 17 декабря поступили в обращение. В связи с отсутствием в послевоенной Латвии бумаги, марки печатались на оборотной стороне немецких военных топографических карт. На миниатюрах было изображено три колоса в кольце, на фоне восходящего солнца (символ латышской богини Лаймы) и три звезды, символизирующие три провинции Латвии: Курземе, Видземе и Латгалию. Автором эскиза был латвийский художник Ансис Цирулис.

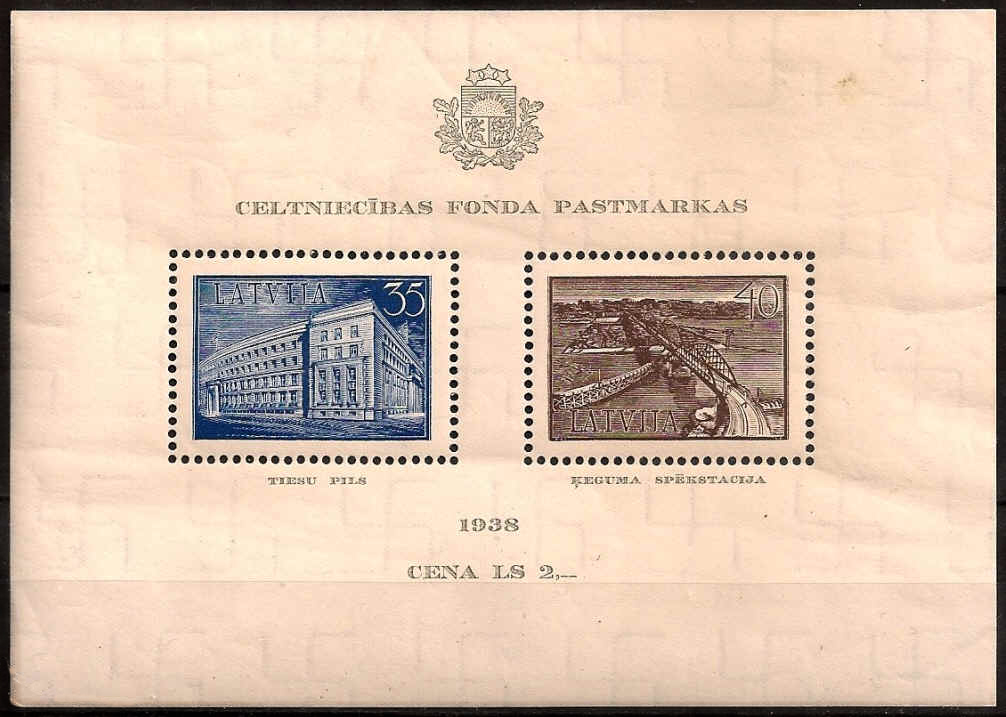
Первый почтовый блок Латвии, 1938(Mi #Block 1)

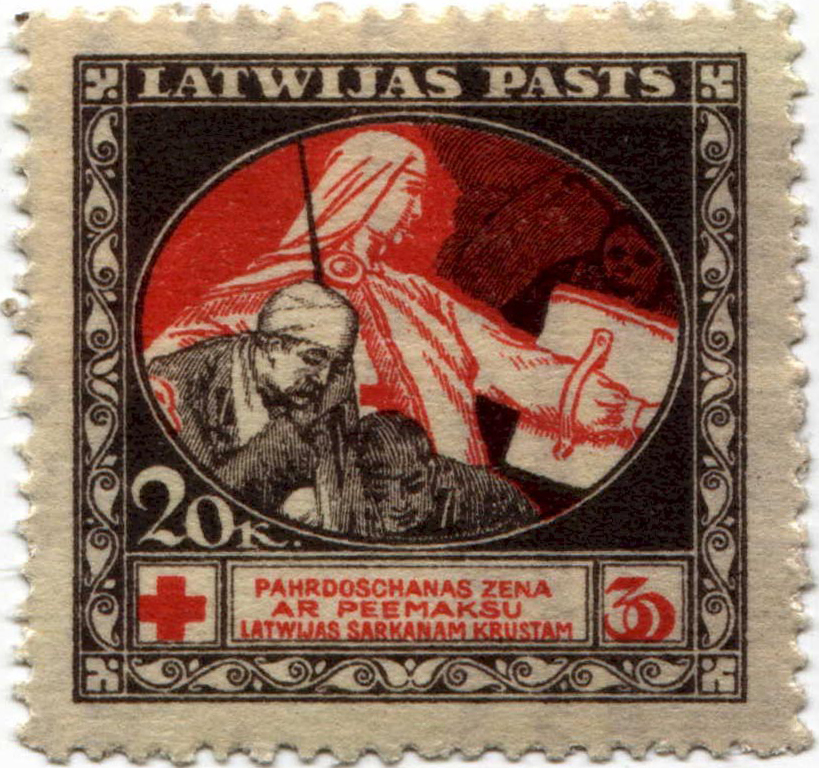
Первая почтово-благотворительная марка Латвии, 1920(Mi #51)

В то время почти вся территория Латвии была занята германскими оккупационными властями, в ведении которых находился и рижский почтамт. Однако с 18 декабря продажу марок производил латвийский почтовый чиновник. Латвийские марки допускались германскими оккупационными властями только для внутреннего обращения, для франкировки корреспонденции за границу необходимо было дополнительно использовать германские оккупационные марки. 27 декабря 1918 года рижская почта перешла в ведение латвийских властей. С этого времени латвийскими марками стала франкироваться и заграничная корреспонденция.
Первоначально марки на всей корреспонденции гасились штемпелями русской почты, оставшимися в почтовых конторах. Вскоре начали применять временные штемпели с названием города без указания даты. Марки имеют большей частью гашение «Riga» и очень редко гашение других почтовых контор. Штемпели русской почты были изъяты в Риге в конце 1918 года, однако в остальной Латвии ими пользовались почти до середины 1920 года. 2 января 1920 года Кабинет министров Латвии утвердил структуру Главного управления почты и телеграфа.
В ноябре 1919 года вышли первые коммеморативные марки в память принятия Декларации о независимости Латвийской Республики. На марке изображена женщина в традиционном национальном костюме («Мать Латвия»), держащая в левой руке венок из дубовых листьев, предположительно, опирающийся на алтарь. Внутри венка даты «1918 / 18 now. / 1919». В правой руке Латвии — меч, символизирующий опасную военно-политическую ситуацию того времени. На голове Латвии — три звезды, символизирующие три её провинции. Позади неё находится дуб, который является латвийским национальным символом силы и с древних времён считался святым.
В марте 1920 года вышли первые почтово-благотворительные марки с доплатой в пользу латвийского Красного Креста. Они продавались не только на почте, но и в офисе Красного Креста и служили в качестве квитанции, подтверждающей благотворительный взнос. Марки были отпечатаны литографским способом на заготовках денежных знаков Рижского совета рабочих и солдатских депутатов (10 и 5 рублей) и заготовках десятимарковых денежных знаков Западной армии
Первый почтовый блок Латвии вышел в мае 1938 года. Он продавался с доплатой в 1,25 лата в пользу Национального фонда строительства.

## Образование Латвийской ССР

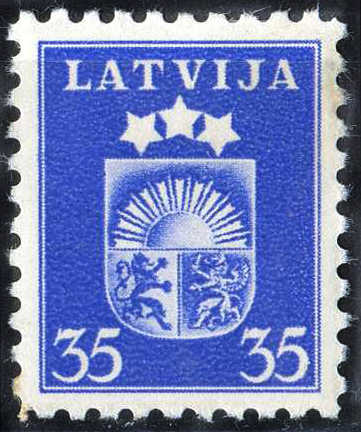
Почтовая марка Латвийской ССР с гербом Латвии, 1940(Mi #289)

21 июля 1940 года Латвия была провозглашена Советской Социалистической Республикой. 5 августа того же года Верховный Совет СССР принял Латвийскую ССР в состав СССР на правах союзной республики. В этот период на территории Латвийской ССР использовались различные знаки почтовой оплаты.
До 31 августа 1940 года в обращении были почтовые марки Латвийской республики. Почтовые тарифы оставались без изменения:
- Почтовая карточка:
  - местная — 5 сантимов,
  - иногородняя — 10 сантимов,
  - международная — 20 сантимов.
- Закрытое письмо весом до 20 г:
  - местное — 5 сантимов,
  - иногороднее — 20 сантимов,
  - международное — 35 сантимов.
- Дополнительный сбор за заказ:
  - для местных и иногородних отправлений — 20 сантимов,
  - для международных отправлений — 40 сантимов.

Для оплаты корреспонденции, адресованной в другие советские республики, применялся международный тариф.
Распоряжением Департамента почт и телеграфа от 6 августа за № 154, 17 августа 1940 года десятый стандартный выпуск латвийских марок был дополнен двумя миниатюрами с гербом Латвии, номиналами в 30 и 35 сантимов. Они изготовлялись по рисункам художника Яниса Штернберга и были отпечатаны типографским способом. Эти две марки были первыми, выпущенными после вхождения Латвийской ССР в состав СССР.
После 1 сентября 1940 года распоряжением Департамента почт и телеграфа пригодными для оплаты почтового сбора были оставлены только стандартные марки с гербом Латвии. Все остальные юбилейные и коммеморативные марки Латвийской республики из почтового обращения изъяли.
Организация органов связи на территории новой советской республики была осуществлена приказом Народного комиссара связи СССР № 678 от 9 сентября 1940 года. В Риге было образовано Латвийское управление связи, которое приняло всё имущество и учреждения упразднённого Департамента почт и телеграфа. Начальником управления был назначен А. Александров.

Первая и единственная почтовая карточка Латвийской ССР (1940)

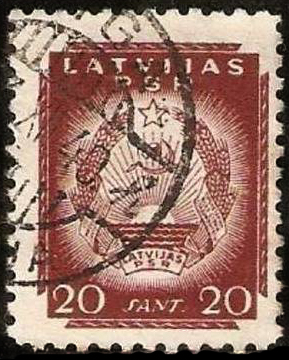
Первая почтовая марка Латвийской ССР с новым названием республики, 1940(Mi #298)

С 21 октября 1940 года в обращение начали поступать новые стандартные марки с гербом Латвийской ССР и надписью латыш. «Latvijas PSR». Первыми были выпущены марки с номиналом в 20 и 40 сантимов — для закрытых и заказных иногородних писем. Остальные миниатюры 11 номиналов поступили в продажу в разные сроки до 4 декабря 1940 года. Автором рисунка на марках был художник Артур Апинис, кстати, автор герба Латвийской ССР. В этот период встречаются почтовые отправления со смешанной франкировкой стандартными марками с гербом Латвии и гербом Латвийской ССР.
Одновременно с выпуском марок была выпущена единственная почтовая карточка Латвийской ССР с напечатанной почтовой маркой в 10 сантимов. Карточка была отпечатана тёмно-зелёной краской на плотной бумаге желтоватого цвета. Надписи на ней даны на двух языках: латышском и русском. Интересной особенностью выпуска является наличие надписи под знаком почтовой оплаты латыш. «Papīrs — 1 santimu» («Бумага — 1 сантим»). В отличие от общесоюзных почтовых карточек стандартного образца, где продажная стоимость почтовой карточки соответствовала номиналу знака почтовой оплаты, а плата за бумагу, на которой печаталась карточка, отдельно не взималась, при продаже карточки Латвийской ССР стоимость бумаги, на которой она печаталась, учитывалась отдельно. Таким образом, хотя на карточке номинал почтовой марки был 10 сантимов, её продажная цена была 11 сантимов. Эта почтовая карточка находилась в почтовом обращении на территории Латвийской ССР одновременно с почтовыми карточками общесоюзного образца вплоть до начала Великой Отечественной войны.
В октябре 1940 года ранее применявшиеся календарные штемпели стали заменяться штемпелями советского образца. В первую очередь штемпели были заменены в почтовых учреждениях Риги, позже в почтовых отделениях других населённых пунктов.
Приказом по Латвийскому управлению связи № 49 от 12 декабря 1940 года, начиная с 15 декабря 1940 в Латвийской ССР были введены в обращение почтовые марки Советского Союза. Допускалось почтовую корреспонденцию, адресованную в пределах республики, оплачивать стандартными марками с гербом Латвии или гербом Латвийской ССР. Почтовые отправления в другие советские республики должны были оплачиваться только общесоюзными марками или марками с гербом Латвийской ССР.
В это время почтовые тарифы на территории Латвийской ССР оставались без изменений, а почтовые отправления в другие советские республики следовало оплачивать по действующим общесоюзным тарифам. Декретом Совнаркома Латвийской ССР № 70 от 17 января 1941 года с 20 января были введены почтовые тарифы, действовавшие в СССР.
С 21 апреля 1941 года были изъяты из обращения и объявлены недействительными для оплаты все стандартные марки с гербом Латвии, выпущенные до 1940 года включительно. Марки с гербом Латвийской ССР продолжали действовать наравне с общесоюзными.

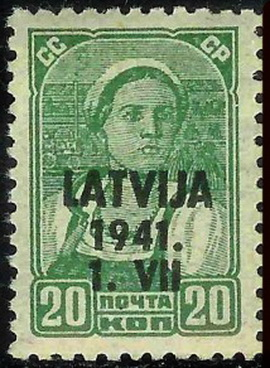
1941: Почтовая марка временной администрации Латвии (немецкая оккупация)(Mi #4)

## Период второй немецкой оккупации
К середине июля 1941 года вся территория Латвии была оккупирована немецкими войсками. В Риге с разрешения оккупационных властей была возобновлена работа местного почтового департамента и восстановлена почтовая связь с городами страны. Временной администрацией, созданной немецкими оккупационными властями, было принято решение о выпуске собственных марок.
17 июля 1941 года в обращение поступили стандартные марки СССР третьего, четвёртого и шестого выпусков с надпечаткой чёрной или чёрно-зелёной (почти зелёной) краской текста в три строки: «Latvija / 1941. / 1. VII». Марки использовались в соответствии с действовавшими до войны тарифами: 15 копеек — бандероль, 20 копеек — почтовая карточка, 30 копеек — письмо, 60 копеек — заказное письмо; они были в обращении до сентября 1941 года. Одновременно такая же надпечатка была сделана на знаках почтовой оплаты советских почтовых карточек, герб СССР при этом был забит квадратом из 20 горизонтальных линий.
После создания рейхскомиссариата Остланд, почтовая связь перешла в ведение Генерального почтового комиссариата Восточных земель. 7 октября 1941 года была открыта почтовая связь для местного населения. Допускались лишь почтовые карточки и письма до 250 г.
Позднее номенклатура почтовых отправлений была расширена. Оплата производилась наличными. Немецкие учреждения, фирмы и граждане Германии использовали немецкие марки и цельные вещи. С 4 ноября 1941 года на территории Латвии стали использовать марки, выпущенные специально для рейхскомиссариата Остланд. Они представляли собой марки Германии с чёрной типографской надпечаткой слова «OSTLAND».
19 декабря 1941 года для обслуживания немецких учреждений, фирм и граждан Германии была создана Германская служебная почта (Deutsche Dienstpost Ostland) и открыты почтамты в Елгаве и Лиепае. Эта почта работала по внутренним почтовым тарифам Германии и использовала немецкие марки и цельные вещи. Позднее, на территории Латвии были открыты ещё 12 почтамтов в разных городах. Они работали почти до конца 1944 года.

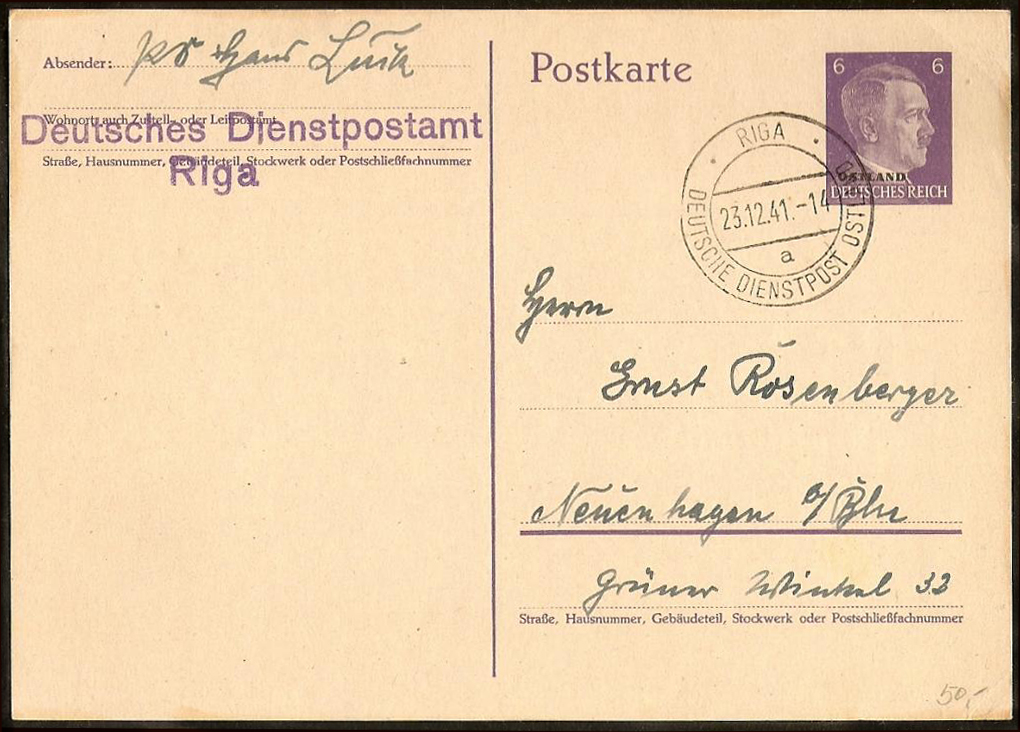
Почтовая карточка рейхскомиссариата Остланд, отправленная с почтамта Германской служебной почты Риги
23 декабря 1941 года

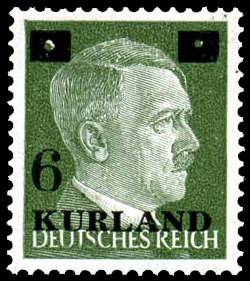
1945: Почтовая марка немецкой военной администрации в Курземе (Курляндии)(Mi #1)

### Оккупация Курляндии
В апреле 1945 года на территории Курземе (Курляндия), оккупированной немецкими войсками, по решению военной администрации был осуществлён выпуск марок с целью поддержания почтовой связи. На почтовых и посылочных марках Германии была сделана чёрная типографская надпечатка слова «Kurland» и цифры нового достоинства, старый текст забит. Марки были изъяты из обращения 8 мая 1945 года.

## В составе Советского Союза

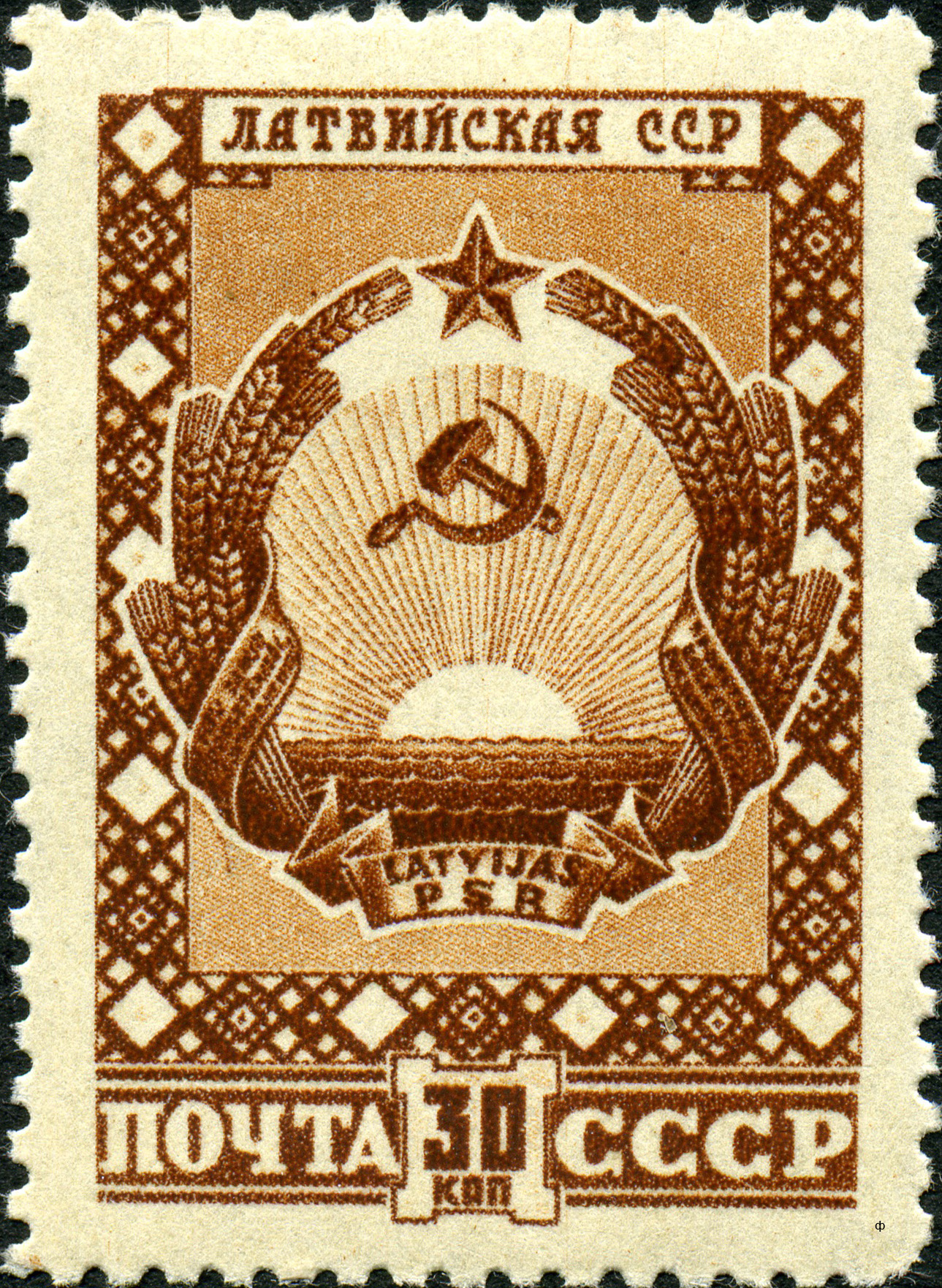
Первая марка СССР, посвящённая Латвийской ССР. Герб Латвийской ССР, 1947

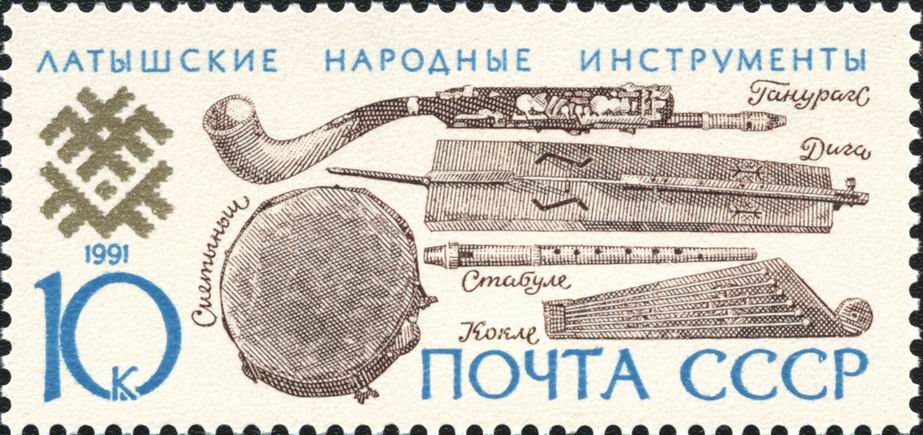
Последняя марка СССР, посвящённая Латвии. Латышские народные инструменты, 1991

После освобождения в 1944—1945 годах от оккупации на территории Латвийской ССР была восстановлена деятельность советской почты.
В 1954 году Рижская почтовая контора была переименована в Рижскую почту. В её подчинении находились 39 отделений связи.
1 октября 1965 года на площади Стацияс открылось новое здание Рижского Главного железнодорожного почтамта. Администрация Рижского Главного почтамта находилась там же на площади Стацияс, 1.
До 1991 года на территории Латвии для почтовой оплаты использовались почтовые марки СССР. Среди них были почтовые марки с изображением видных деятелей, архитектуры, фауны и другими сюжетами, связанными с Латвией.
Первая марка СССР, посвящённая Латвийской ССР, вышла 9 февраля 1947 года в серии «Государственные гербы СССР и союзных республик». Последняя марка СССР с латвийским сюжетом появилась 19 ноября 1991 года, то есть через два месяца после признания СССР независимости этой республики, в серии «Музыкальные инструменты народов СССР».

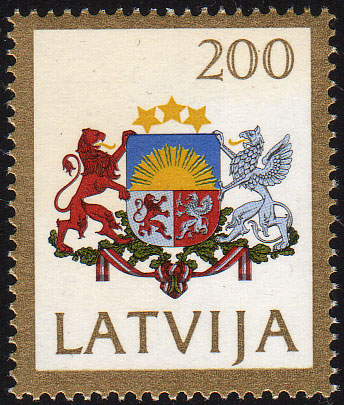
Марка из первой серии, выпущенной после восстановления независимости Латвии. Большой герб Латвии, 1991(Mi #312)

## Современная Латвия
19 октября 1991 года в обращение поступила первая серия из восьми почтовых марок независимой Латвийской Республики. На шести марках серии было помещено изображение малого герба Латвии, на двух последних — большого герба; номиналы марок — в рублях без указания названия валюты.

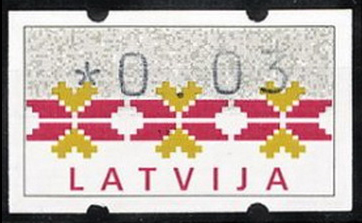
Первая латвийская марка печатающего автомата, 1994(Mi #1)

2 января 1992 года было учреждено государственное предприятие «Latvijas pasts».
3 октября 1992 года вышла серия из четырёх марок «Птицы Балтийского моря» с номиналами в латвийских рублях, введённых в обращение с 20 июля. 29 апреля 1993 года была выпущена серия из шести марок «Латвийские национальные костюмы» с номиналами в латах и сантимах.
С мая 1994 года используются марки печатающих автоматов для реализации через автоматы.

### Серии стандартных марок
Ниже приводится перечень стандартных серий Латвии, поставших в почтовое обращение начиная с 1991 года:
Первый стандартный выпуск (1991)
«Государственный герб» — номиналами в 5, 10, 15, 20, 40, 50 копеек, 1 и 2 рубля.
Второй стандартный выпуск (1991)
«Статуя» — номиналами в 10, 15, 20, 30, 50 копеек и 1 рубль.
Третий стандартный выпуск (1994—2013)
«Гербы городов». Хронология эмиссии:
1994 — 1, 3, 5, 10, 30, 50 сантимов, 1 и 2 лата
1995 — 8, 16, 20 и 24 сантима
1996 — 1, 2, 5, 8, 13, 16, 20, 24, 28 и 36 сантимов
1997 — 1, 2, 10 и 20 сантимов
1998 — 1, 2, 10, 15 и 30 сантимов
1999 — 1, 2, 3, 5, 10, 15 и 40 сантимов
2000 — 2, 3, 5, 10 и 15 сантимов
2001 — 10 и 15 сантимов
2002 — 1, 2, 3, 5, 10 и 15 сантимов
2003 — 10, 15 и 20 сантимов
2004 — 5, 15, 20, 30 и 40 сантимов
2005 — 2, 3, 5, 10, 15 и 40 сантимов
2006 — 1, 2, 3, 5, 7, 22 и 31 сантим
2007 — 1, 2, 3, 5, 10 и 22 сантима
2008 — 22, 28 и 45 сантимов
2009 — 33, 35 и 60 сантимов
2010 — 3, 5, 13, 35, 40 и 55 сантимов
2011 — 1, 2, 3, 5, 35 и 98 сантимов
2012 — 1, 2, 3, 5, 10, 33, 35 и 38 сантимов
2013 — 2, 3, 5, 10, 35, 60 и 98 сантимов
Четвертый стандартный выпуск (2013)
Переходный. С двойным номиналом (в латах и евро). Представлен единственной маркой в 4 сантима / 6 евроцентов.
Пятый стандартный выпуск (2014—2016)
«Цветы». Введен в обращение в связи с переходом с лата на евро. В 2014 году были выпущены марки номиналом в 1, 3, 4, 7, 47, 50, 57, 78, 85 центов и 1 евро 39 центов, в 2015 — 10, 25, 70, 78 центов и 2 евро 13 центов. В январе 2016 были переизданы марки в 1, 3 и 50 центов.
Шестой стандартный выпуск (2015)
«Гербы». Крупнономинальные марки, введенные в 2015 году. Выпуск представлен марками номиналом в 1, 2 и 5 евро.
Седьмой стандартный выпуск (2016)
«Гербы городов». Марки-самоклейки в 50, 57 центов и 1 евро 39 центов, введенные в январе 2016 года.

## Другие виды почтовых марок

### Авиапочтовые

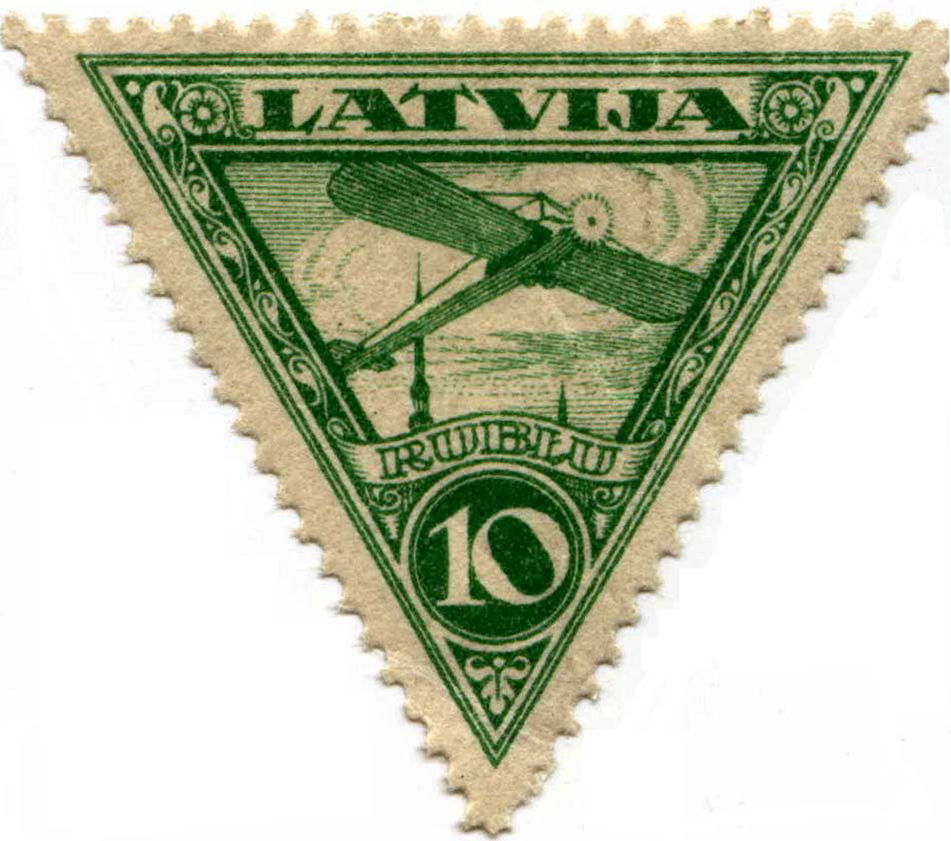
Первая авиапочтовая марка Латвии, 1921(Mi #75A)

В июле 1921 года латвийскую почту впервые начали перевозить воздушным транспортом. В связи с этим были выпущены авиапочтовые марки с изображением моноплана Blériot XI над башнями Риги. Первоначально марки использовались только для оплаты авиапочтовой корреспонденции, однако вскоре их начали применять для оплаты любых почтовых отправлений и даже денежных переводов.
В период между декабрём 1932 и сентябрём 1933 года было выпущено четыре серии авиапочтовых марок, с доплатой в «Фонд помощи лётчикам-инвалидам» (APCLPF), который был организован в середине 1920 годов для оказания медицинской помощи раненым лётчикам, поддержки семей погибших лётчиков, а также ухода за могилами лётчиков. Последний подобный выпуск, ставший к тому же последним выпуском авиапочтовых марок Латвии, состоялся в сентябре 1933 года. На четырёх миниатюрах были изображены типы летательных аппаратов того времени. Все эти марки продавались с очень высокой наценкой. В связи с этим, некоторые каталоги в течение многих лет рассматривали эти выпуски в качестве спекулятивных.

### Служебные

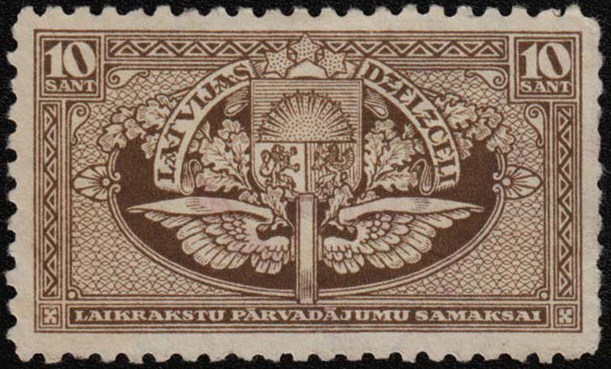
Первая служебная марка Латвии, 1926(Yt #1)

Служебные марки в Латвии выпускались Главным управлением железных дорог. Они применялись для оплаты стоимости перевозки пакетов газет по железной дороге в торговую сеть. Гасились марки специальными прямоугольными, крестообразными и другими штемпелями, чаще всего фиолетового цвета, иногда от руки.
Всего с 1926 по декабрь 1940 года было осуществлено пять выпусков служебных марок. Рисунок марок первого и второго выпусков одинаков — в центре в овале изображено крылатое колесо на фоне малого расширенного герба Латвии. Сверху над гербом проходит лента с надписью латыш. «Latvijas dzelzceļi» («Латвийские железные дороги»). Внизу по рамке дана надпись: латыш. Laikrakstu pārvadājumu samaksai («Перевозка газет оплачена»).
В сентябре 1940 года состоялся третий выпуск служебных марок. Государственный герб на марках этого и последующих выпусков был заменён пятиконечной звездой. Номинал марок последнего пятого выпуска, появившегося в декабре 1940 года, был выражен в копейках.

## Местная почта Венденского уезда
В 1863 году в Вендене (ныне Цесис) была учреждена местная окружная почта. С 1863 и до закрытия почты в 1903 году выпускались марки.

## Местные выпуски

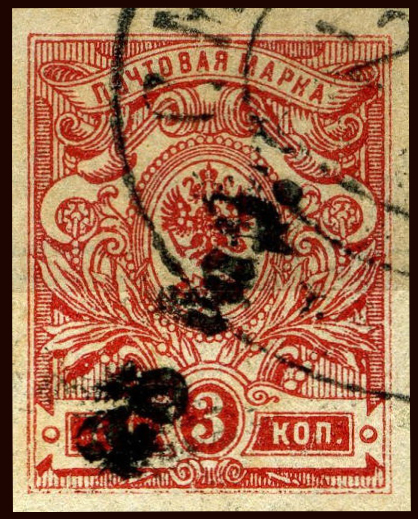
Провизорий Смилтене, 1919(Mi #II B)

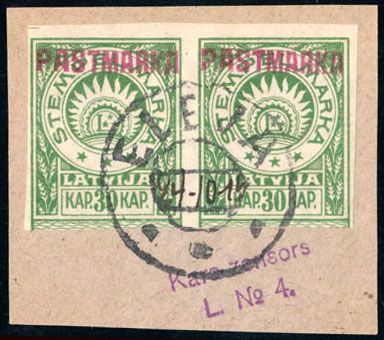
Провизорий Элеи на вырезке, 1919(Mi #II A)

### Смилтене
27 мая 1919 года в Смилтене был осуществлён местный выпуск марок. На марках Российской империи 17-го и 21-го выпусков была сделана надпечатка ручным штемпелем чёрной краской нового номинала — 25 копеек.

### Элея
20 октября 1919 года в Элее (ныне Элейская волость Елгавского края) был осуществлён местный выпуск. На гербовых марках Латвии сделана ручная надпечатка анилиновой красной краской слова латыш. «Pastmarka». Марки продавались через почтовое окошко с отрезанными купонами — нижней заштрихованной части, служащей у гербовых марок для надписей гашения.

## Непочтовые марки

### Агитационные марки
Среди непочтовых марок, увидевших свет в Латвии, особый интерес вызывают агитационные марки-виньетки политического, пропагандистского характера и революционного содержания, которые были изданы, например, в годы Первой мировой войны. Например, к этому времени относятся выпущенные в Латвии марки с изображением Карла Маркса и лозунгом «Пролетарии всех стран, соединяйтесь!». Их отпечатали подпольно в пользу ссыльных и каторжан.

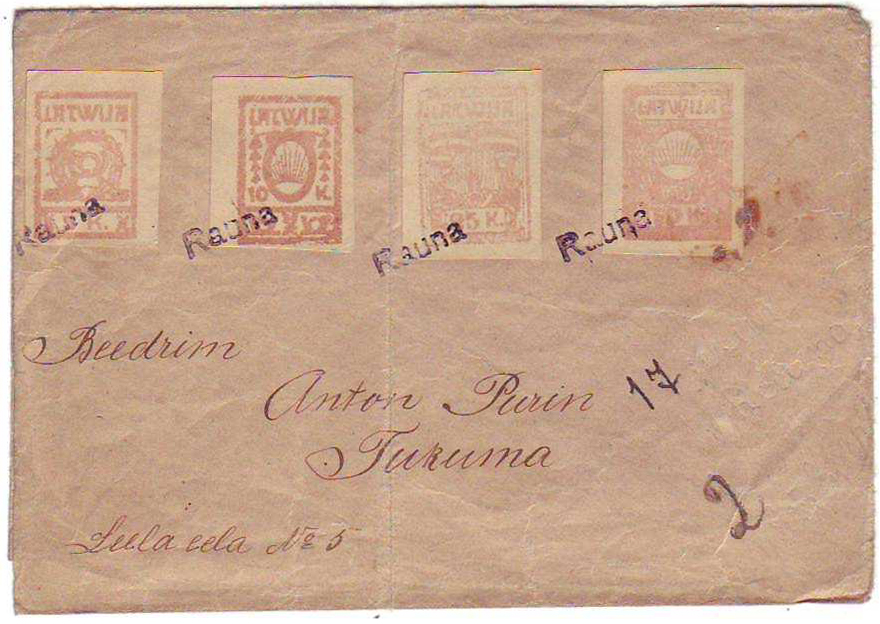
Конверт с «марками», выпущенными от имени Латвии

### Фантастические выпуски
В декабре 1918 года были выпущены четыре марки коричневато-розового цвета оригинальных рисунков с текстом «LATWIJA». Эти марки были отпечатаны в Риге литографским способом частным лицом, преследовавшимся за это судом. Известны с фальшивыми гашениями без дат «Rauna», «Walmosia». Существуют также филателистические почтовые «отправления» с этими марками.

## Развитие филателии
В советское время латвийские коллекционеры были объединены в отделения Всесоюзного общества филателистов (ВОФ) — городские и республиканское. Среди различных мероприятий, в которых участвовали и которые проводили члены этих отделений, можно упомянуть межреспубликанские выставки юных филателистов. На них съезжались юные любители марок из Латвии, Литвы, Эстонии и Белоруссии. Первый такой слёт состоялся в 1972 году в Таллине, второй — в 1973 году в Риге, третий — 13—29 июня 1975 года в Каунасе. На третьей межреспубликанской выставке одну из пяти золотых медалей получила коллекция, подготовленная представителем Латвии: «Почтовые марки СССР» (П. Калдвер).
В столице Советской Латвии неоднократно проходила филателистическая выставка «Ригафил». Так, осенью 1975 года состоялась выставка «Ригафил-75». В ней вместе с рижскими коллекционерами традиционно участвовали коллеги из Ростока (ГДР) и Щецина (ПНР). В связи с выставкой Министерство связи СССР издало художественный маркированный конверт «Международная филателистическая выставка „Ригафил-75“». Конверт имел каталожный номер 4792, поступил в обращение 7 июля 1975 года и был нарисован Юрием Арцименевым. Этот же художник стал автором специального почтового штемпеля, приуроченного к этой выставке, который применялся на почтамте Риги в дни её проведения, с 25 октября по 16 ноября.
В 1975 году в Латвии был выпущен цветной учебный диафильм «Филателия». Его автором был Г. Ю. Апсе, председатель выставочной комиссии Латвийского республиканского отделения ВОФ, а сам диафильм был создан при содействии Латвийского общества кинолюбителей. Учебная лента рассказывала о первых марках мира и реформаторе британской почты Р. Хилле, об организации Всемирного почтового союза, зарождении советской филателии. Диафильм давал советы по оценке качества филателистического материала и основным правилам создания коллекций.